# El rapte de Psique
El rapte de Psique (en francès Le ravissement de Psyché) és un quadre del pintor academicista francès William-Adolphe Bouguereau, que fou realitzat l'any 1895. Pintat a l'oli, fa 209 cm per 120 cm, és una representació de Cupido i Psique i forma part d'una col·lecció privada, pel que es desconeix la seva ubicació actual.

## Història Mitològica
Venus la deessa de l'amor, en un atac de gelosia per la bellesa de Psique (al quadre), li demana al seu fill Cupido (al quadre) fer servir una de les seves fletxes per fer que Psique s'enamori de la criatura més horrible de la terra. Cupido, a punt de realitzar la petició de la seva mare, s'acosta per fletxar Psique, però llavors una de les seves fletxes cau accidentalment cap endavant i travessa el mateix Cupido fent que sigui aquest qui s'enamori de Psique.

## Descripció de l'obra
El quadre mostra a Cupido que s'aferra al cos de Psique i la porta a l'altre món per convertir-la en la seva muller, Psique té unes ales de papallona, cosa que significa que ha arribat a la immortalitat; la seva expressió facial és d'alegria i felicitat, el seu cos sembla flexible i tou, els braços de Cupido abracen estretament Psique i transmeten un missatge de possessió, mentre que Psique representa l'entrega total a l'amor.